# Сілезькі кльоцки

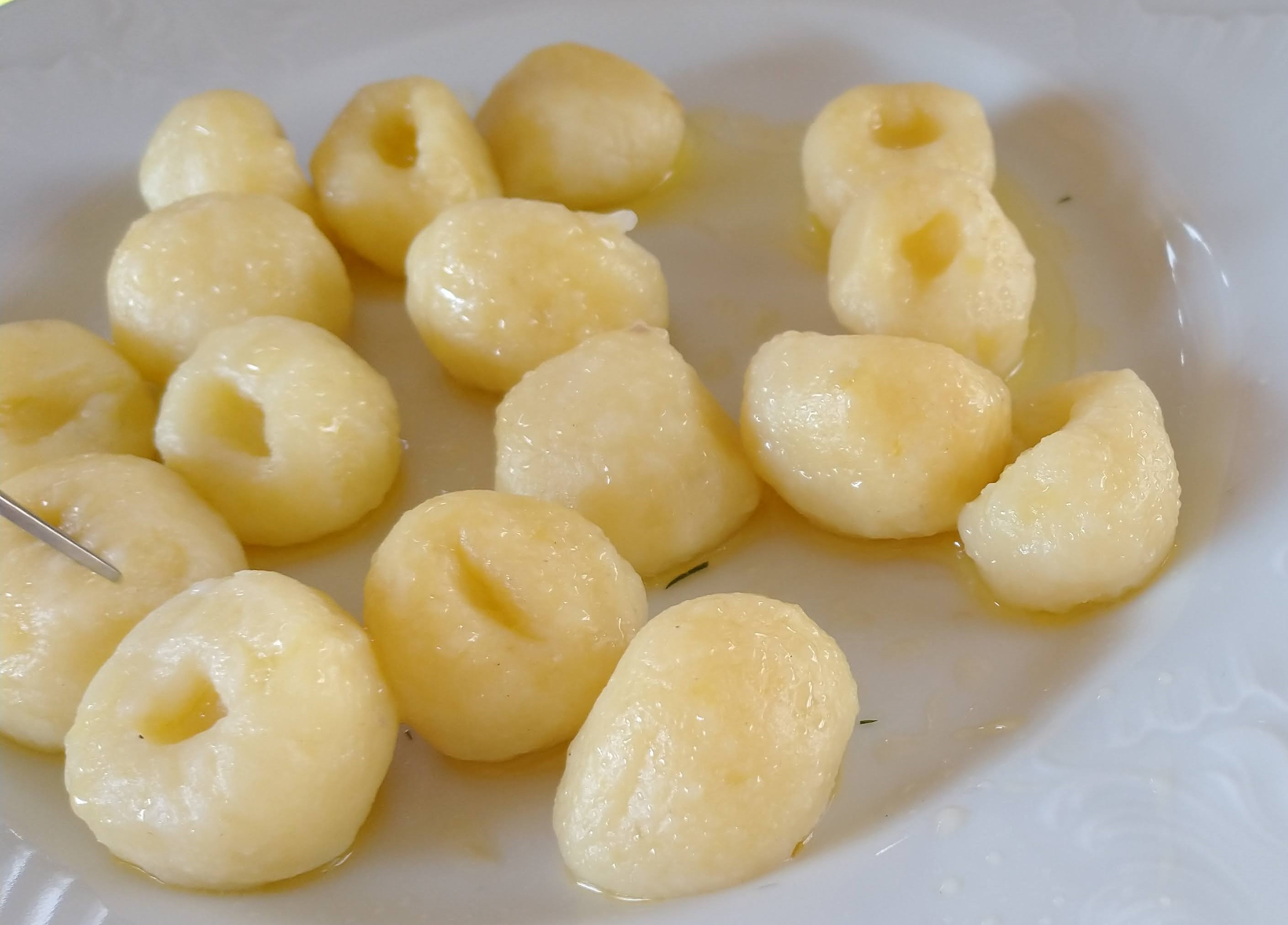
Сілезькі кльоцки на тарілці

Сілезькі кльоцки (нім. Schlesische Kartoffelklöße, пол. kluski białe, пол. kluski śląskie, сіл. gumiklyjzy, Silesian German: schläsche Kließla) — різновид картопляних кльоцок (галушок) із відвареної  картоплі та картопляного крохмалю, сформованих у дуже приплюснуті кульки з поглибленням, варені в підсоленій киплячій воді.
Сілезькі кльоцки включені до Переліку традиційних продуктів Опольського воєводства та окремо Сілезького воєводства   . Вони є популярною стравою в Нижній  і Верхній Сілезії.
Також популярні у сілезьких регіонах Німеччини.

## Приготування
Сілезькі кльоцки готують з відвареної картоплі, змішаної в об’ємному співвідношенні 4:1   або 3:1 з картопляним крохмалем з додатком солі (за смаком). За бажанням також додають сирі яйця  . Найчастіше готові кльоцки мають ширину близько 4–5 см і висоту 2,5 см  . Залежно від виду використовуваної картоплі та кольору яєчного жовтка вони бувають біло-кремовими, злегка жовтими або навіть кольору яєчного жовтка  . Крім декоративної функції, поглиблення в кльоцках також служить місцем, де зберігається поданий до страви соус. «Дірочка» також сприяє рівномірному приготуванню кльоцок.
Ще гарячу картоплю продавлюють через прес або м'ясорубку, а потім з’єднують з іншими інгредієнтами . З замішаного тіста формують рулет, який потім розрізають на шматки, яким потім надають бажаної форми . Характерна «дірка» робиться пальцем . Сформовані таким чином кльоцки відварюють у підсоленій воді.

## Способи подавання
Сілезькі кльоцки подають особливо як доповнення до смажених м'ясних страв із соусом (у Верхній Сілезії особливо з руладами ) або капусти, приготовленої різними способами . Їх також подають як основну страву, поливши розтопленим салом. Сілезькі кльоцки також можна подавати солодкими з вершками та цукром або варенням.
У Верхній Сілезії, де славляться білі та чорні кльоцки, їх подають на обід на окремих блюдах.